# PSA X
PSA X – silnik o wewnętrznym spalaniu, wykorzystywany do napędu samochodów firm Citroën, Peugeot, Talbot i Renault. Stosowany do napędu samochodów klasy A, B, C/D.
Silnik został skonstruowany w 1972 roku i po raz pierwszy zastosowany w samochodzie Peugeot 104. Popularnie nazywany "monoblok", "leżak".
Konstrukcja zastąpiona w 1988 roku przez linię silników TU

## Budowa ogólna
Silnik czterosuwowy, rzędowy, czterocylindrowy, posiadający dwa zawory na cylinder, o zapłonie iskrowym, chłodzony cieczą.
Blok silnika i głowica wykonane ze stopów aluminium, w bloku osadzone tuleje cylindrowe typu mokrego.
Montowany poprzecznie do osi pojazdu, napędzający koła przednie, kadłub wraz z głowicą pochylone pod kątem 72° do tyłu pojazdu.
Pojemności silnika od 954 cm³ do 1360 cm³.
Skrzynia biegów typu BH3 w zależności od modelu, manualna, 4- lub 5-biegowa, zamontowana pod silnikiem (w misce olejowej silnika).
Silnik wraz ze skrzynią biegów i mechanizmem różnicowym stanowi jedną całość. Układ smarowania jest wspólny.

## Układ rozrządu
Pojedynczy wałek rozrządu zamontowany w głowicy (SOHC), napędzany łańcuchem od wału korbowego, łańcuch napinany napinaczem hydraulicznym. Luz zaworów regulowany ręcznie przy użyciu śrub z nakrętką kontrującą umieszczonych na końcach dźwigienek.

## Układ zasilania
Silniki we wszystkich wersjach wyposażone były w gaźnik (lub gaźniki) jedno- lub dwuprzelotowe.
Gaźnik zasilany przez pompę membranową napędzaną krzywką na wałku rozrządu.

## Układ zapłonowy
Silnik posiada rozdzielaczowy układ zapłonowy z aparatem zapłonowym typu Ducellier (Valeo) lub Bosch.
Dynamiczny kąt wyprzedzenia zapłonu regulowany podciśnieniowo.

## Wersje

### Silnik XV
| Typ        | Pojemność skokowa | Średnica/skok tłoka | Moc         | Uwagi                  |
| ---------- | ----------------- | ------------------- | ----------- | ---------------------- |
| XV3 (108)  | 954 cm³           | 70mm/62mm           | 46KM (34kW) | Gaźnik jednoprzelotowy |
| XV5 (108)  | 954 cm³           | 70mm/62mm           | 45KM (33kW) | Gaźnik jednoprzelotowy |
| XV8 (108C) | 954 cm³           | 70mm/62mm           | 44KM (32kW) | Gaźnik jednoprzelotowy |

Montowany w samochodach Citroën LN, Citroën Visa, Citroën C15, Peugeot 104, Peugeot 205 oraz Talbot Samba.

### Silnik XW
| Typ        | Pojemność skokowa | Średnica/skok tłoka | Moc         | Uwagi                  |
| ---------- | ----------------- | ------------------- | ----------- | ---------------------- |
| XW? (109K) | 1124 cm³          | 72mm/69mm           | 48KM (35kW) | Gaźnik jednoprzelotowy |
| XW3 (109)  | 1124 cm³          | 72mm/69mm           | 57KM (42kW) | Gaźnik jednoprzelotowy |
| XW3S (121) | 1124 cm³          | 72mm/69mm           | 65KM (48kW) | Gaźnik dwuprzelotowy   |
| XW7 (109F) | 1124 cm³          | 72mm/69mm           | 50KM (37kW) | Gaźnik jednoprzelotowy |

Montowany w samochodach Citroën LN, Citroën Visa, Citroën C15, Peugeot 104, Peugeot 205 oraz Talbot Samba.

### Silnik XZ
| Typ       | Pojemność skokowa | Średnica/skok tłoka | Moc         | Uwagi                     |
| --------- | ----------------- | ------------------- | ----------- | ------------------------- |
| XZ5 (129) | 1219 cm³          | 75mm/69mm           | 57KM (42kW) | Gaźnik jednoprzelotowy    |
| XZ? (129) | 1219 cm³          | 75mm/69mm           | 58KM (43kW) | Gaźnik jednoprzelotowy    |
| XZ? (129) | 1219 cm³          | 75mm/69mm           | 64KM (47kW) | Gaźnik dwuprzelotowy      |
| XZ7 R     | 1219 cm³          | 75mm/69mm           | 90KM (66kW) | Dwa gaźniki dwuprzelotowe |

Montowany w samochodach Citroën LN, Citroën Visa, Peugeot 104, Peugeot 205, Talbot Samba oraz Renault 14.

### Silnik XY
| Typ                   | Pojemność skokowa | Średnica/skok tłoka | Stopień sprężania | Moc          | Maksymalny moment obrotowy | Uwagi                       |
| --------------------- | ----------------- | ------------------- | ----------------- | ------------ | -------------------------- | --------------------------- |
| XY6C (150A)           | 1360 cm³          | 75mm/77mm           | 9,3:1             | 61KM (45kW)  | ?                          | Gaźnik jednoprzelotowy      |
| XY6D (150C)           | 1360 cm³          | 75mm/77mm           | 9,3:1             | 72KM (53kW)  | 108Nm przy 3000obr.        | Gaźnik dwuprzelotowy        |
| XY6Y (150B)           | 1360 cm³          | 75mm/77mm           | 9,3:1             | 72KM (53kW)  | 108Nm przy 3000obr.        | Gaźnik dwuprzelotowy        |
| XY6DTR (150F)         | 1360 cm³          | 75mm/77mm           | 8,1:1             | 67KM (49kW)  | 100Nm przy 3000obr.        | Gaźnik dwuprzelotowy        |
| XY6D (150J)           | 1360 cm³          | 75mm/77mm           | 9,3:1             | 72KM (53kW)  | 106Nm przy 3000obr.        | Gaźnik dwuprzelotowy        |
| XY6 (150C)            | 1360 cm³          | 75mm/77mm           | ?                 | 71KM (52kW)  | ?                          | Gaźnik dwuprzelotowy        |
| XY6B (150)            | 1360 cm³          | 75mm/77mm           | ?                 | 72KM (53kW)  | ?                          | Gaźnik dwuprzelotowy        |
| XY?                   | 1360 cm³          | 75mm/77mm           | ?                 | 112KM (82kW) | ?                          | Dwa gaźniki dwuprzelotowe   |
| XY7 (150D)(150G)(X5J) | 1360 cm³          | 75mm/77mm           | ?                 | 60KM (44kW)  | ?                          | Gaźnik jednoprzelotowy      |
| XY8 (150H)            | 1360 cm³          | 75mm/77mm           | ?                 | 79KM (58kW)  | ?                          | Dwa gaźniki jednoprzelotowe |
| XY8 (150B)            | 1360 cm³          | 75mm/77mm           | ?                 | 80KM (59kW)  | ?                          | Gaźnik ???                  |
| XYR                   | 1360 cm³          | 75mm/77mm           | ?                 | 93KM (68kW)  | ?                          | Dwa gaźniki dwuprzelotowe   |

Montowany w samochodach Citroën LN, Citroën Visa, Citroën C15, Citroën BX, Peugeot 104, Peugeot 205, Talbot Samba oraz Renault 14.

## Wady i zalety
+ Mała wysokość i zwarta budowa.
+ Wspólny układ smarowania.
+ Półosie napędowe o równej długości.
- Utrudnione serwisowanie lub wymagające specjalnych narzędzi.
- Wyższy hałas wytwarzany przez silnik w porównaniu do konwencjonalnych silników oraz komplikacja budowy. Wynika to z 3 dodatkowych kół zębatych tworzących przekładnię pomiędzy wałem korbowym a skrzynią biegów.
- Szybsze zużycie oleju, Konieczność starannej obsługi.

## Inne silniki PSA
TU, TUD, XU, XUD, EW, DW, EV, PRV, ES, Prince